# Cătălin Tănase
Cătălin Tănase (n. 19 februarie 1962, Epureni, Vaslui, România) este un biolog (micologie și botanică), profesor la Facultatea de Biologie din cadrul Universității „Alexandru Ioan Cuza” din Iași. De asemenea, este director al Grădinii Botanice „Anastasie Fătu” din Iași. A fost ales membru corespondent al Academiei Române în 2018.